# Кудряшова, Наталья Александровна
Наталья Александровна Кудряшова (род. 12 октября 1978, Нижний Новгород) — российская актриса театра и кино, кинорежиссёр и сценаристка.
Лауреат диплома кинофестиваля «Кинотавра» «За лучший дебют» (2015) за режиссуру фильма «Пионеры-герои» и приза «Лучшая актриса» (2018) за роль в фильме «Человек, который удивил всех» в конкурсе «Горизонты» Венецианского кинофестиваля.

## Биография
Родилась в 1978 году в Нижнем Новгороде.
В 2000 году окончила Нижегородское театральное училище (курс Р. Левите), затем год работала в Нижегородском театре драмы имени М. Горького.
С 2001 года в Москве.
В 2001—2002 годах играла в постановках А. Ледуховского в Театре наций («Венера в мехах» З. Мазоха, и «Моя мать — Марлен Дитрих» по М. Ривы) и В. Беляковича в Театре на Юго-Западе («Анна Каренина — 2»).
С 2002 года — актриса театра «Школа драматического искусства» под руководством режиссёра Анатолия Васильева где участвовала в его постановках: «Три сестры», «Вишневый сад», «Чайка» А. П. Чехова, «Фьоренца» Т. Манна, «Ромео и Джульетта», «Сон в шалую ночь» В. Шекспира и др.
В 2007 году приняла участие в спектакле И. Яцко, исполняя роли Валерии в «Кориолан» по У. Шекспиру и Саломеи в «Саломее» О. Уайльда.
С 2010 года участвует в постановках МХТ им. А. П. Чехова — в спектаклях Адольфа Шапиро по пьесе А. И. Гоначрова «Обрыв» в роли Веры, за которую номинировалась на «Золотую маску», Марата Гацалова «Сказка о том, что мы можем, а чего нет» в роли Марины Калашниковой, Константина Богомолова «Карамазовы» по Ф. М. Достоевскому в роли Лизы, Александра Огарева «Правда — хорошо, а счастье лучше» по А. Н. Островскому в роли Поликсены.
С 2007 года снимается в кино.
В 2015 году дебютировала как кинорежиссёр с фильмом «Пионеры-герои», показ которого с успехом прошёл на ряде кинофестивалей, получил приз гильдии киноведов и кинокритиков на фестивале «Кинотавр», был показан в секции «Панорама» на 65-м Берлинском кинофестивале.
В 2018 году удостоена премии лучшей актрисе конкурса «Горизонты» 75-го Венецианского кинофестиваля за роль в фильме «Человек, который удивил всех».
С 2018 года ведущий преподаватель Московской школы нового кино, автор курса «Работа режиссёра с актёром».
Картина Кудряшовой «Герда», производство которой было завершено в 2021 году, вошла в конкурсную программу Международного кинофестиваля в Локарно. Фильм получил приз молодого жюри фестиваля, а сыгравшая главную героиню актриса-дебютантка Анастасия Красовская — приз за лучшую женскую роль
Замужем, муж — кинооператор Василий Григолюнас.

## Фильмография

### Актёрские работы
- 2007 — ф — Оля + Коля — Оля
- 2009 — т/с — Легенды колдовской любви — Аня
- 2009 — ф — Одна война — Маруся
- 2012 — т/с — Без свидетелей — Катя, дочь Максимова
- 2013 — ф — Щелчок (короткометражка) — дочь
- 2013 — ф — Ванька — Алла, мама Ваньки
- 2015 — ф — Пионеры-герои — Ольга Красько
- 2015 — ф — Рекомендация (короткометражка) — Лида
- 2017 — ф — Салют-7 — врач
- 2018 — ф — Человек, который удивил всех — Наташа
- 2019 — ф — Конец сезона — Наташа
- 2020 — т/с — Колл-центр — Татьяна Зуева, жена Игоря
- 2021 — ф — Капитан Волконогов бежал — Елизарова
- 2022 — ф — Голова-жестянка — мама Жести
- 2022 — т/с — Монастырь — Елизавета
- 2023 — т/с — Шпион — Ольга Олеговна Семёнова, следователь СК
- 2023 — т/с — Секс. До и после — Наталья (8 серия)
- 2024 — ф — Ненормальный — Татьяна, мама Коли

### Режиссёрские работы
- 2015 — Пионеры-герои
- 2016 — Петербург. Только по любви (новелла «Аничков мост»)
- 2021 — Герда
- 2021 — Сказки Пушкина. Для взрослых (новеллы «Салтан» и «Лебедь»)[3]

### Сценаристка
- 2015 — Пионеры-герои
- 2016 — Петербург. Только по любви (новелла «Аничков мост»)
- 2020 — Доктор Лиза (соавтор сценария)
- 2021 — Герда
- 2021 — Капкан (совместно с Галиной Уразовой)

## Награды
- 2011 — Номинация на «Золотую маску» — за лучшую женскую роль (роль Веры в спектакле по пьесе А. И. Гоначрова «Обрыв», МХТ им. А. П. Чехова в постановке А. Шапиро).
- 2015 — Номинация на Гран-при кинофестиваля «Кинотавр» — за режиссуру фильма «Пионеры-герои».
- 2015 — Диплом гильдии киноведов и кинокритиков на кинофестивале «Кинотавр» «За лучший дебют» — за режиссуру фильма «Пионеры-герои».
- 2016 — Номинация на «Нику» в категории «Открытие года» — за режиссуру фильма «Пионеры-герои».
- 2018 — Премия лучшей актрисе конкурса «Горизонты» 75-го Венецианского кинофестиваля за роль в фильме «Человек, который удивил всех».
- 2018 — Номинация в категории «Лучшая актриса» фестиваля «Кинотавр» — за роль в фильме «Человек, который удивил всех».
- 2019 — Номинация на «Нику» в категории «Лучшая актриса» за роль в фильме «Человек, который удивил всех».
- 2021 — Приз за лучший сценарий кинофестиваля «Окно в Европу» — фильм «Капкан» (совместно с Галиной Уразовой)[4].
- 2022 — Премия «Белый слон» за лучшую женскую роль второго плана в фильме «Капитан Волконогов бежал»[5].